# Ludeke von Thünen

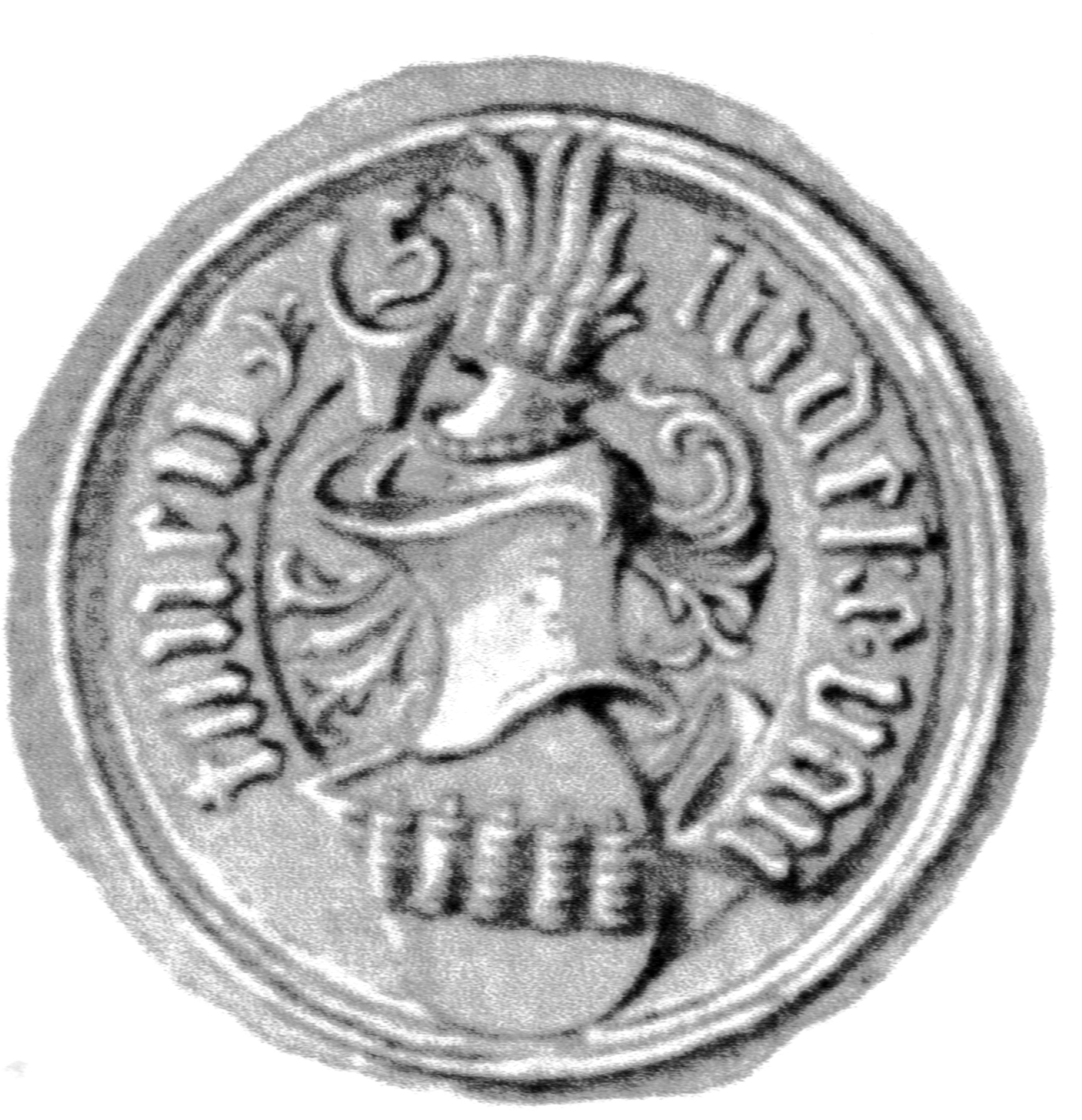
Siegel des Ludeke von Thünen

Ludeke von Thünen (* vor 1432 in Lübeck; † 1501 ebenda) war ein Bürgermeister der Hansestadt Lübeck.

## Leben
Ludeke von Thünen war Sohn des Lübecker Ratsherren und Bergenfahrers Ditmar von Thünen.  Er wurde 1472 in den Rat der Stadt gewählt und vertrat diese ab 1475 als Lübecker Bürgermeister in vielen handelspolitischen Missionen nach außen; 1476 verhandelte er wegen der Aufhebung des Lüneburger Zolls und in einem Streit zwischen den Hansestädten an der Zuiderzee und dem Hansekontor in Bergen (Norwegen). Im gleichen Jahr war er Vertreter Lübecks auf dem Hansetag in Bremen. 1477 verhandelte er mit dem König Christian I. von Dänemark in Kopenhagen über den Zoll auf Bier, der von den Dänen erhöht worden war. 1478 war von Thünen Vertreter der Stadt Lübeck bei der Hochzeit von Prinz Johann von Dänemark in Kopenhagen und verhandelte bei dieser Gelegenheit erneut Fragen des Bergener Kontors. 1482 versuchte er in Wismar Streit zwischen dem mecklenburgischen Herzoghaus und der Stadt Danzig zu schlichten. Der Hansetag 1487 in Lübeck beauftragte ihn erneut mit der Schlichtung der Streitigkeiten zwischen den niederländischen Städten und den deutschen Kaufleuten in Bergen, aber auch mit der vergleichsweisen Beilegung des Streits zwischen Rostock und Danzig. Auf dem Städtetag des Wendischen Viertels der Hanse 1490 in Lübeck erhielt er den Auftrag zur Schlichtung des Streits zwischen dem Alten Rat und dem Neuen Rat in Rostock.
Ludeke von Thünen war seit 1460 Mitglied der patrizischen Zirkelgesellschaft und verheiratet mit Catharina Bere, einer Tochter des Lübecker Ratsherrn Ludeke Bere, Sohn des Bürgermeisters Johann Bere. Sein Kirchenstuhl in der Lübecker Marienkirche ist nicht erhalten, aber ein geschnitztes Rückenteil eines solchen Stuhls mit seinem Wappen gelangte 1892 aus der Marienkirche in die Sammlung des (heutigen) St.-Annen-Museums.
Beider Sohn Ludolf von Thünen († 1509) studierte an der Universität Rostock. Er wurde Domherr in Lübeck und Kanoniker des Stifts in Bardowiek; er wurde im Lübecker Dom unter einer erhaltenen Figurengrabplatte begraben.